# 彌吉上総入道
彌吉 上総入道（やよし かずさにゅうどう）は、南北朝時代または戦国時代の武将。彌吉氏の祖。

## 経歴
彌吉氏は藤原北家・筑後西牟田氏の庶流。
氏族制度研究者の太田亮によれば、「彌吉上總入道」は筑後国の豪族・西牟田城主・西牟田讃岐守公家の二男であるという。法号は欽雪庭。西牟田氏の一門で家老を務めた。

## 居館、菩提寺
『筑後市文化財調査報告書　西牟田寛元寺遺跡』（筑後市教育委員会）は、筑後市西牟田(流地区）に弥吉上総家宅址が存在することを紹介している。
また、『筑後市神社仏閣調査書　第三集』（筑後市教育委員会　筑後郷土史研究会）には、「西牟田家の分家彌吉上総入道は口分田村に居館を構え正覚寺を菩提寺にした」とある。正覚寺は江戸時代に廃寺になっている(久留米市寺町へ移転との説もある）。

## 生年に関する諸説
江戸期の久留米藩の学者・矢野一貞は、その著書『筑後将士軍談』で、彌吉上総入道の子孫である彌吉杢助から、上総入道の位牌の没年が慶長12年（1607年）であると聞き、これが西牟田公家の二男であるならば年代が合わないと記している。西牟田公家は「寛元寺文書」等から西暦1400年前後に活躍した人物であることを確認できる。